# 골든 래즈베리상
골든 래즈베리상(Golden Raspberry Awards)은 존 윌슨(John Wilson)이 만든 '골든 래즈베리 재단'이 '영화값 1달러도 아까운 영화'를 뽑자는 취지에서 1981년 제정되었다. 처음 시작은 존 윌슨의 집에서 그와 그의 친지들이 모여 조촐하게 시작되었지만, 현재는 무시할 수 없는 수준에 이르렀다. 래지상(Razzies)이라고도 한다. 래즈베리(Raspberry)란 나무딸기를 뜻하는데 경멸, 냉소를 뜻하는 미국 속어로 입술 사이에서 혀를 진동시켜 내는 야유 소리란 뜻도 있다.
아카데미상 시상식 하루 전날 '최악의 영화'를 선정하여, 작품상, 감독상, 남녀주연상, 남녀조연상, 각본상, 음악상 등을 발표한다. 할리우드의 루스벨트 호텔(Roosevelt Hotel)에서 시상식이 개최되지만 상의 성격상 대부분 수상자들은 불참한다. 실제로 수상자에게 트로피가 건네진 최초의 사례는 8회(1987년)에서 세 부문을 수상한 빌 코스비로, 시상식에는 참가하지 않고 나중에 별도로 건네받았다. 최초로 수상자가 시상식에 참석한 때는 16회(1995년)로, 여섯 부문을 석권한 Showgirls의 파울 페르후번 감독이 직접 트로피를 건네받았다. 이외에 시상식에 직접 수상자가 참석한 때는 22회(2001년)에 Freddy Got Fingered로 작품상, 감독상, 주연남우상을 수상한 톰 그린, 25회(2004년)에 Catwoman으로 작품상, 감독상, 주연여우상, 각본상을 수상한 핼리 베리와 마이클 페리스(각본가)가 각각 참석하여 직접 트로피를 수여받았다.

## 시상 부문
현재
- 최악의 영화상
- 최악의 남우주연상
- 최악의 여우주연상
- 최악의 남우조연상
- 최악의 여우조연상
- 최악의 감독상
- 최악의 각본상
- 최악의 콤보상 (1994년 시작)

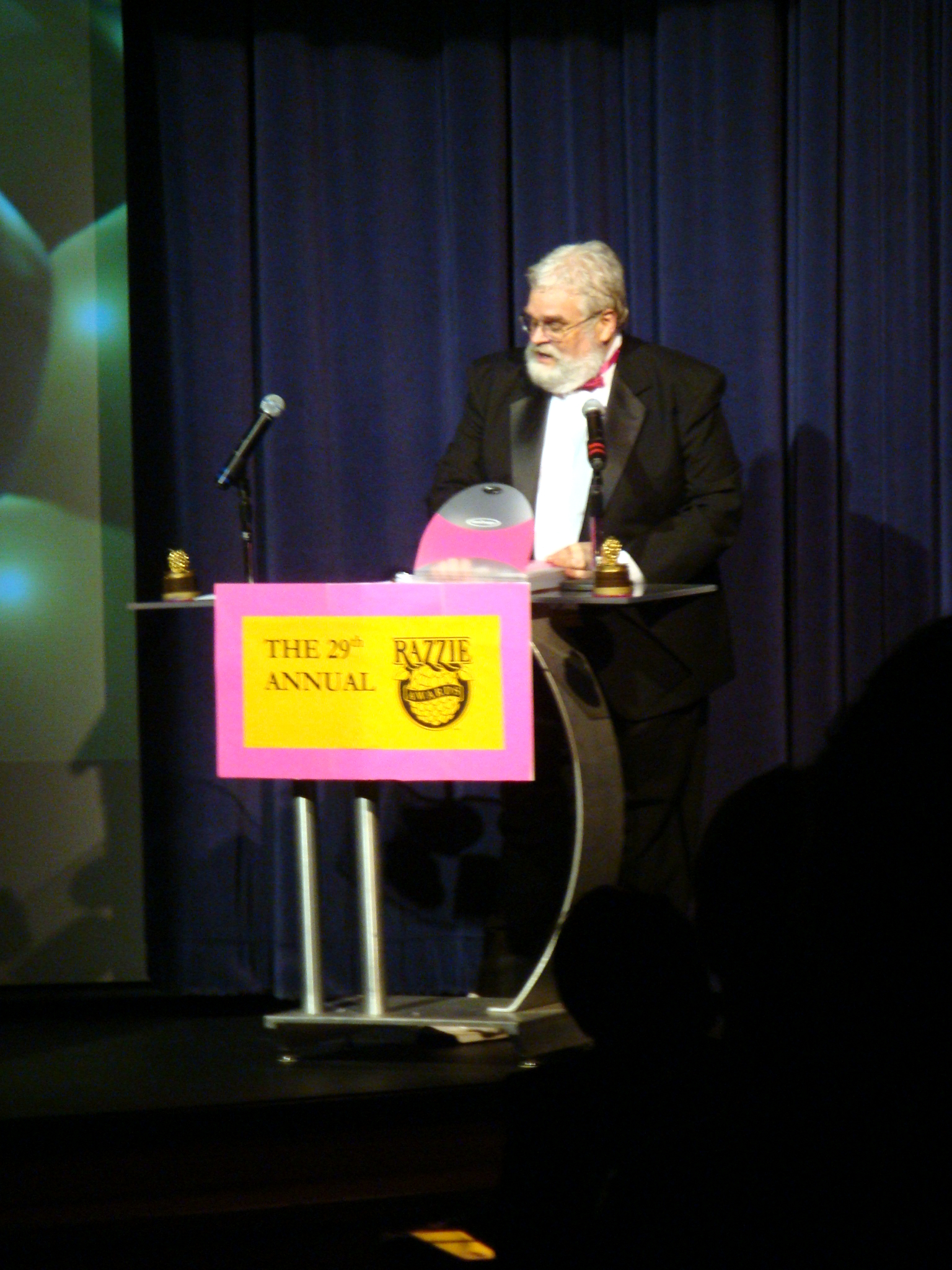
제29회 골든 래즈베리상의 모습.

- 최악의 프리퀄, 리메이크, 모작, 속편상 (1994년 시작)

과거
- 최악의 주제가상 (1980 ~ 1999, 2002)
- 최악의 신인상 (1981 ~ 1988, 1990 ~ 1998)
- 최악의 음악상 (1981 ~ 1985)
- 최악의 특수효과상 (1986 ~ 1987)

## 같이 보기
- 아카데미상